# Gymnobisiidae
Famille
Les Gymnobisiidae sont une famille de pseudoscorpions.
Elle comporte une douzaine d'espèces dans quatre genres.

## Distribution
Les espèces de cette famille se rencontrent en Amérique du Sud et en Afrique australe.

## Liste des genres
Selon Pseudoscorpions of the World (version 3.0) :
- Beierobisium Vitali-di Castri, 1970
- Gymnobisium Beier, 1931
- Mirobisium Beier, 1931
- Vachonobisium Vitali-di Castri, 1963

## Publication originale
- Beier, 1947 : Zur Kenntnis der Pseudoscorpionidenfauna des südlichen Afrika, insbesondere der südwest- und südafrikanischen Trockengebiete. Eos, Madrid, vol. 23, p. 285-339 (texte intégral).